# Bonfinópolis
Bonfinópolis é um município brasileiro do interior do estado de Goiás, Região Centro-Oeste do país. Sua população estimada em 2010 era de 7536 habitantes. Faz parte da Região Metropolitana de Goiânia.
| Bairros                 |
| ----------------------- |
| Jardim Santana          |
| Jardim Ana Amelia       |
| Jardim Augusto          |
| Setor Juliana           |
| Setor Ferroviário       |
| Setor Walter Paulo      |
| Setor Alto da Boa Vista |
| Setor Central           |
| Res. Cristal            |
| Res. Campo Belo         |
| Vila São Jose           |
| Campos Dourados         |

## História
As primeiras casas de Bonfinópolis foram construídas por Juca Araujo e Sebastião Arigó e havia também o rancho de Sianinha, em meados de 1938 /1939.
Em 1940, procedente da cidade mineira de São Gotardo, aportou-se no local o casal Antonio Alves da Silva e Maria José de Jesus, e logo em seguida o casal Tertuliano Pereira da Silva e Afonsina Maria, sendo, portanto, os pioneiros do lugar que teve como nome primitivo "36", por ficar a tal quilometragem de Goiânia, pela estrada de ferro. 
No dia 1° de janeiro de 1959, atendendo a reivindicação popular, é criado pelo então Prefeito de Leopoldo de Bulhões, Mário Rodrigues da Paixão, o distrito de Bonfinópolis.
Vários documentos constituíram o processo de emancipação, sendo que um deles foi um abaixo assinado enviado ao Presidente da Assembleia Legislativa, datado de 18 de junho de 1985, encabeçado por Onofre Barbosa Tristão, com 137 assinaturas.
A origem do nome foi uma homenagem a Bonfim, hoje Silvânia.
O plebiscito foi realizado em 15 de novembro de 1987 e do total de 1.562 eleitores, compareceram 1.265, sendo que deste total 1.230 votaram "SIM", 22 votaram contra, nulos 07 e brancos 06, sendo Juíza Eleitoral a Drª Helena Brener da Rocha e Silva
Um requerimento elaborado pelo Deputado João Natal deu origem ao Projeto de Lei nº 10.408, de 30 de dezembro de 1987, criando o município de Bonfinópolis, desmembrado do município de Leopoldo de Bulhões. Pelo Processo nº 1.264/85 ficou concretizada a criação e finalmente a Lei foi publicada no Diário Oficial de 27 de janeiro 1988.

### Formação Administrativa
Distrito criado com a denominação de Bonfinópolis, pela lei municipal nº 104, de
16 de outubro de 1958, subordinado ao município de Leopoldo de Bulhões.
Em divisão territorial datada de I-VII-1950, o distrito de Bonfinópolis figura no município de Leopoldo de Bulhões, assim permanecendo em divisão territorial datada de 1-VII-1960.
Elevado à categoria de município com a denominação de Bonfinópolis, pela lei estadual nº 10.408, de 30 de dezembro de 1987, desmembrado de Leopoldo de Bulhões. Sede no antigo distrito de Bonfinópolis ex-povoado. Constituído do distrito sede. Instalado em 1 de junho de 1989.
Em divisão territorial datada de 2003, o município é constituído do distrito sede.
Assim permanecendo em divisão territorial datada de 2007.